# Zwillingsplastik

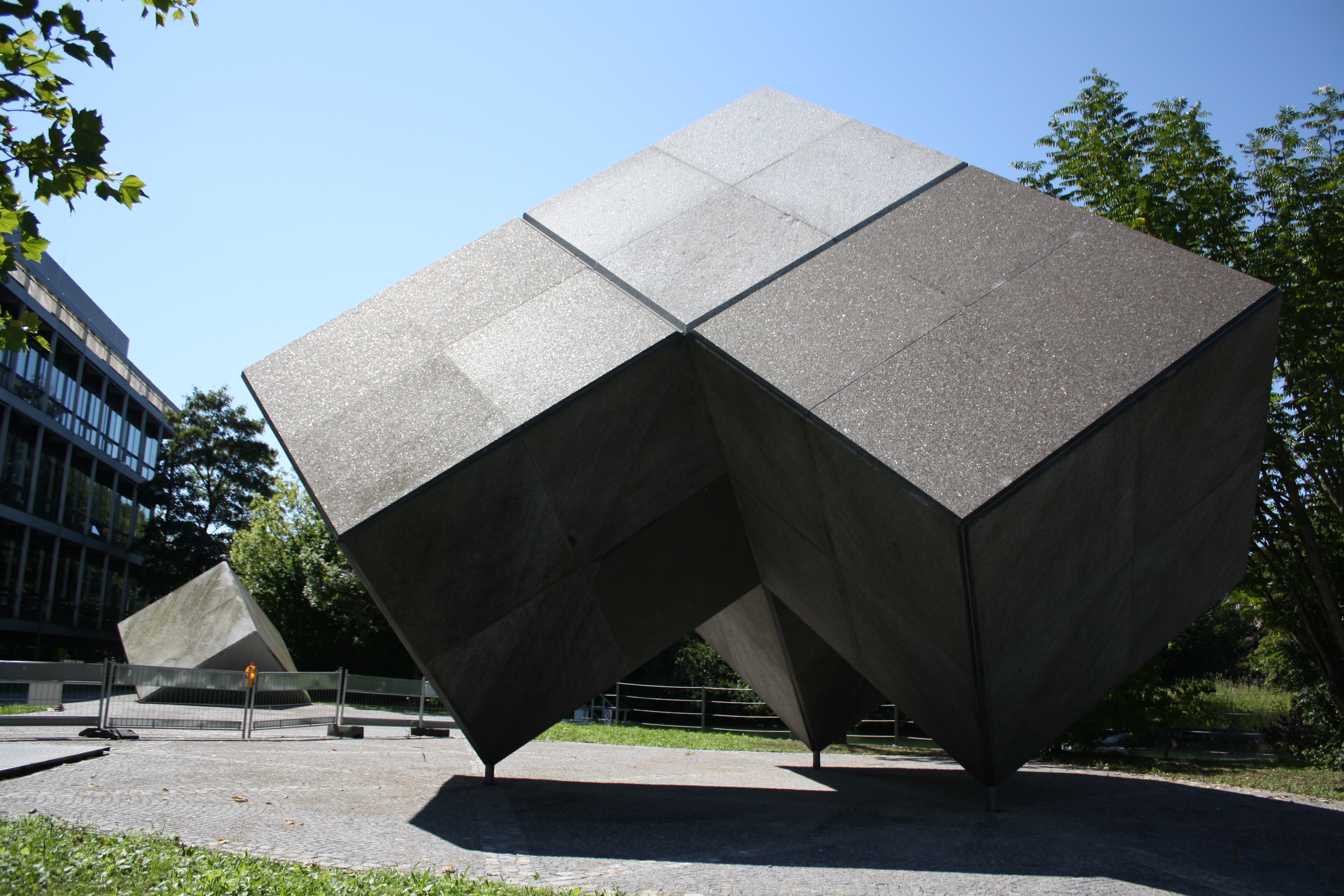
Zwillingsplastik

Zwillingsplastik ist eine Plastik des japanisch-amerikanischen Bildhauers Isamu Noguchi im Skulpturengarten Tucherpark in München. Das Kunstwerk wurde 1972 in Zusammenarbeit mit dem Architekten Sep Ruf in München hergestellt und in den öffentlich zugänglichen Gärten der HypoVereinsbank neben dem Eisbach aufgestellt. Die zwei zusammengehörigen Objekte bestehen jeweils aus Natursteinplatten, die auf die Ecke gestellte Würfelformen bilden. Die Plastik gehört zur Kunstsammlung der HypoVereinsbank.
Die Platzanlage zwischen dem Technischen Zentrum der vormaligen Bayerischen Vereinsbank und dem Eisbach einschließlich der Skulpturen von Isamu Noguchi steht zusammen mit dem Gebäude unter Denkmalschutz.